# 佩羅 (明尼蘇達州)
佩羅（英語：Perault）是位於美國明尼蘇達州紅湖縣的一個非建制地區，得名自早期定居者查爾斯·佩羅（Charles Perault）。

## 地理
佩羅所處的海拔為高於海平面321米（即1053英呎），而該地所採用的時區為UTC-6，即北美中部時區（CST）。同時該地設有夏令時間，為UTC-6調快一小時，即UTC-5（CDT）。